# Prisca de Roma
Prisca de Roma (Roma, començament del s. I - ca. 50) fou una jove romana, primera dona martiritzada per ésser cristiana. És venerada com a santa a tota la cristiandat.

## Llegenda
Segons la tradició, era filla d'Àquila i Priscil·la, també canonitzats. Com ells, fou martiritzada sota el regnat de Claudi I (41-54). Segons una tradició sense confirmació, als tretze anys fou batejada per Sant Pere apòstol mentre aquest predicava a Roma. Això faria que Prisca fos la primera dona d'occident que va testimoniar la seva fe com a màrtir. El martirologi romà diu que va ésser torturada i decapitada a mitjan segle i, durant la persecució de Claudi.

## Historicitat
El nom, Prisca, vol dir en llatí "primitiva". És probable que es tracti d'un personatge llegendari, al que s'ha donat un nom parlant per significar que fou la primera (prisca) màrtir. Fou sebollida a les catacumbes més antigues de Roma, les de Priscil·la. Les presumptes restes foren trobades al segle iii pel papa Eutiquià I i portades a l'església de Santa Prisca Romana.
Les Acta S. Priscae diuen que fou martiritzada sota Claudi II el Gòtic (268-270) i que havia estat sebollida a la via Ostiense, des d'on les restes foren portades a l'església de l'Aventí. No obstant això, tampoc aquesta versió té fonaments de versemblança.
A partir del segle viii, es començà a identificar la jove màrtir amb Prisca, esposa d'Àquila, que Pau de Tars esmenta a l’Epístola als romans, 16, 3. A un sínode el de 499 es comença a parlar del "titulus Aquilae et Priscae".

## Veneració
La celebració actual, el 18 de gener, honora la fundadora de l'església de Santa Prisca de Roma, a l'Aventí, a la que fa referència una inscripció del segle V al claustre de Sant Pau Extramurs. De l'antiga església se'n conserven restes als fonaments d'una casa romana del segle II trobada en unes excavacions.
L'església de S. Prisca s'erigí sobre una casa romana on, segona la llegenda, fou hostatjat Sant Pere; a la cripta, un capitell buit fou, segons la mateixa llegenda, per batejar-hi.

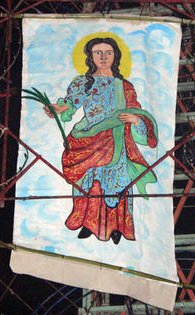
Imatge mexicana de la santa
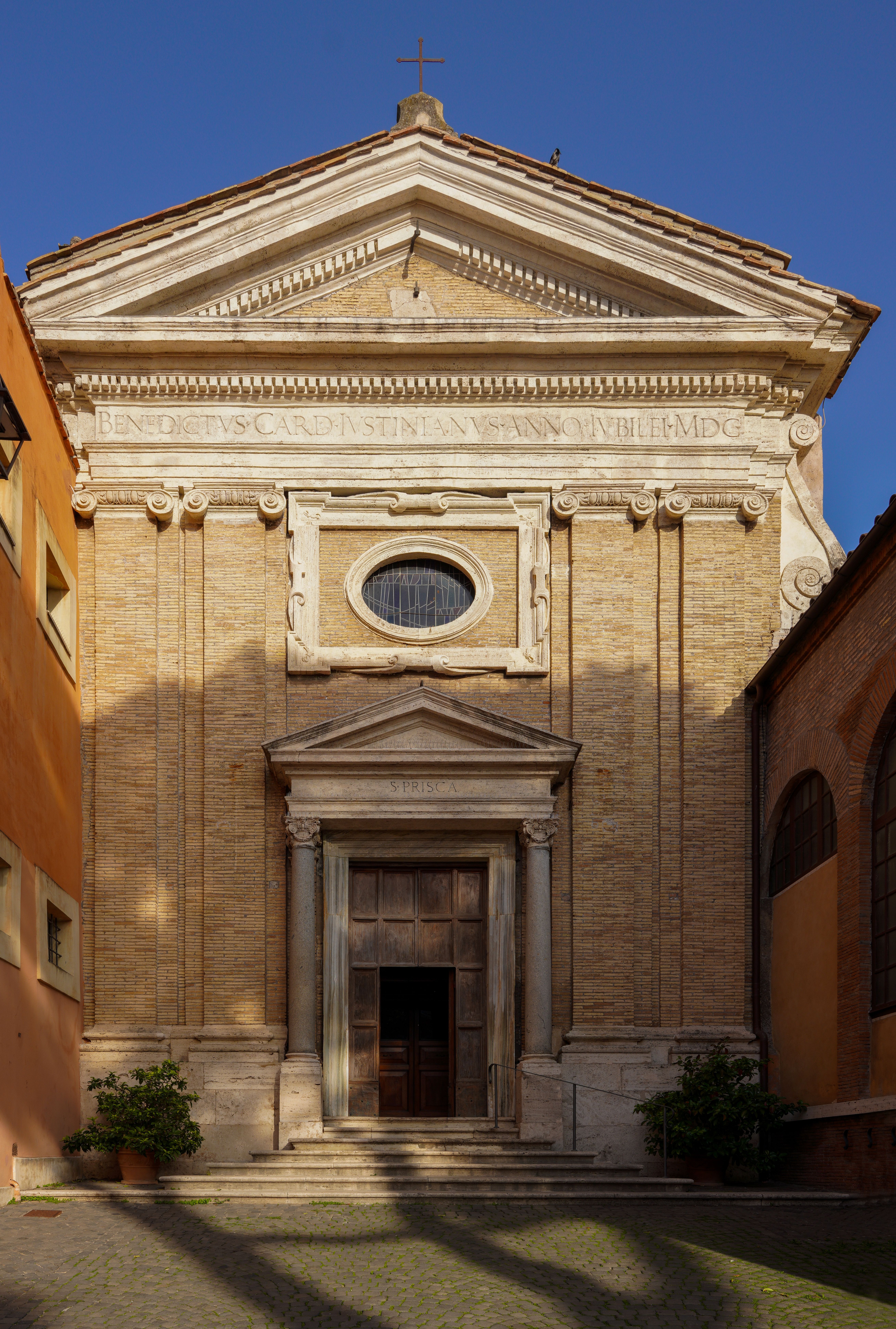
Santa Prisca (Roma)
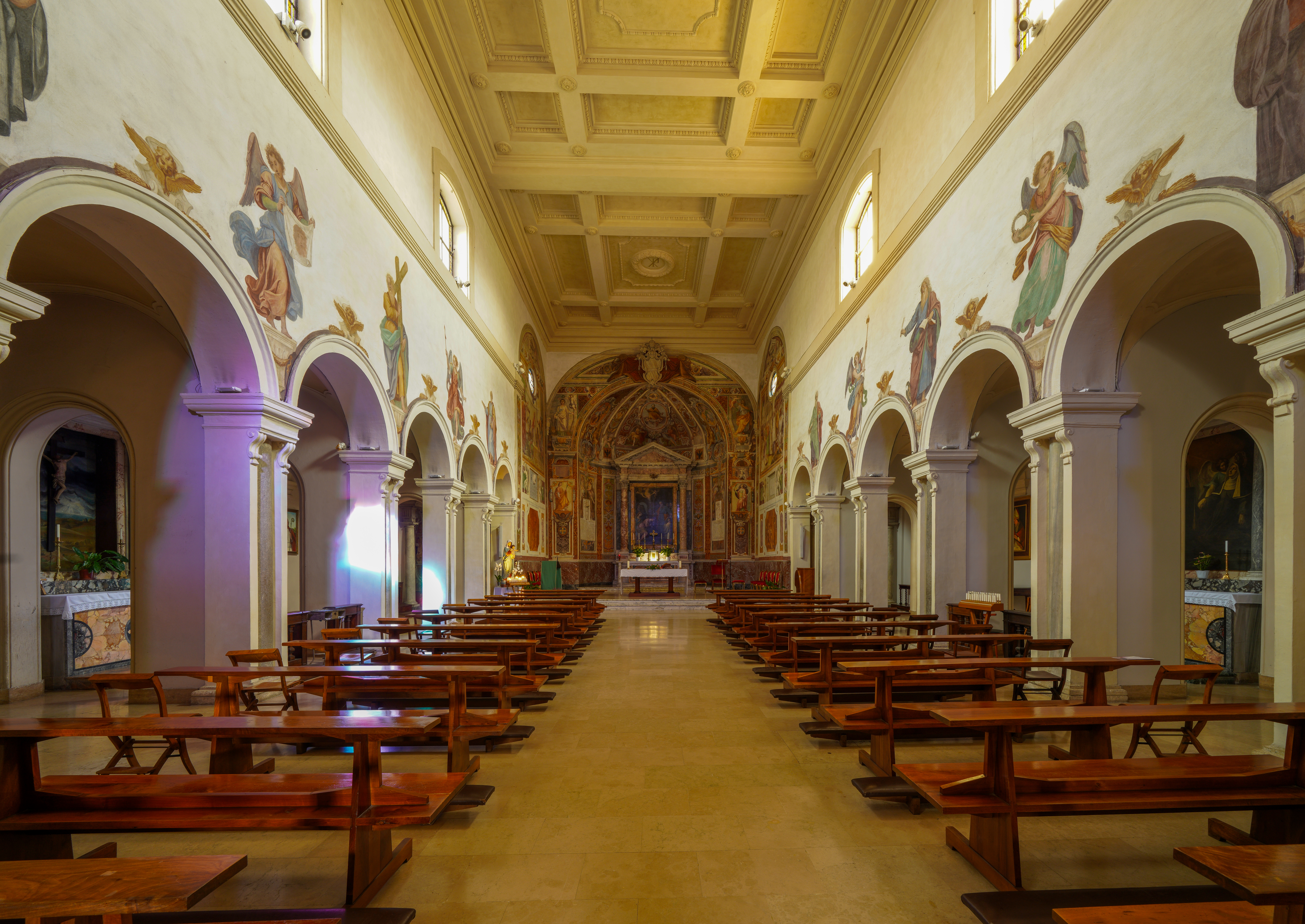
Interior de Santa Prisca (Roma)
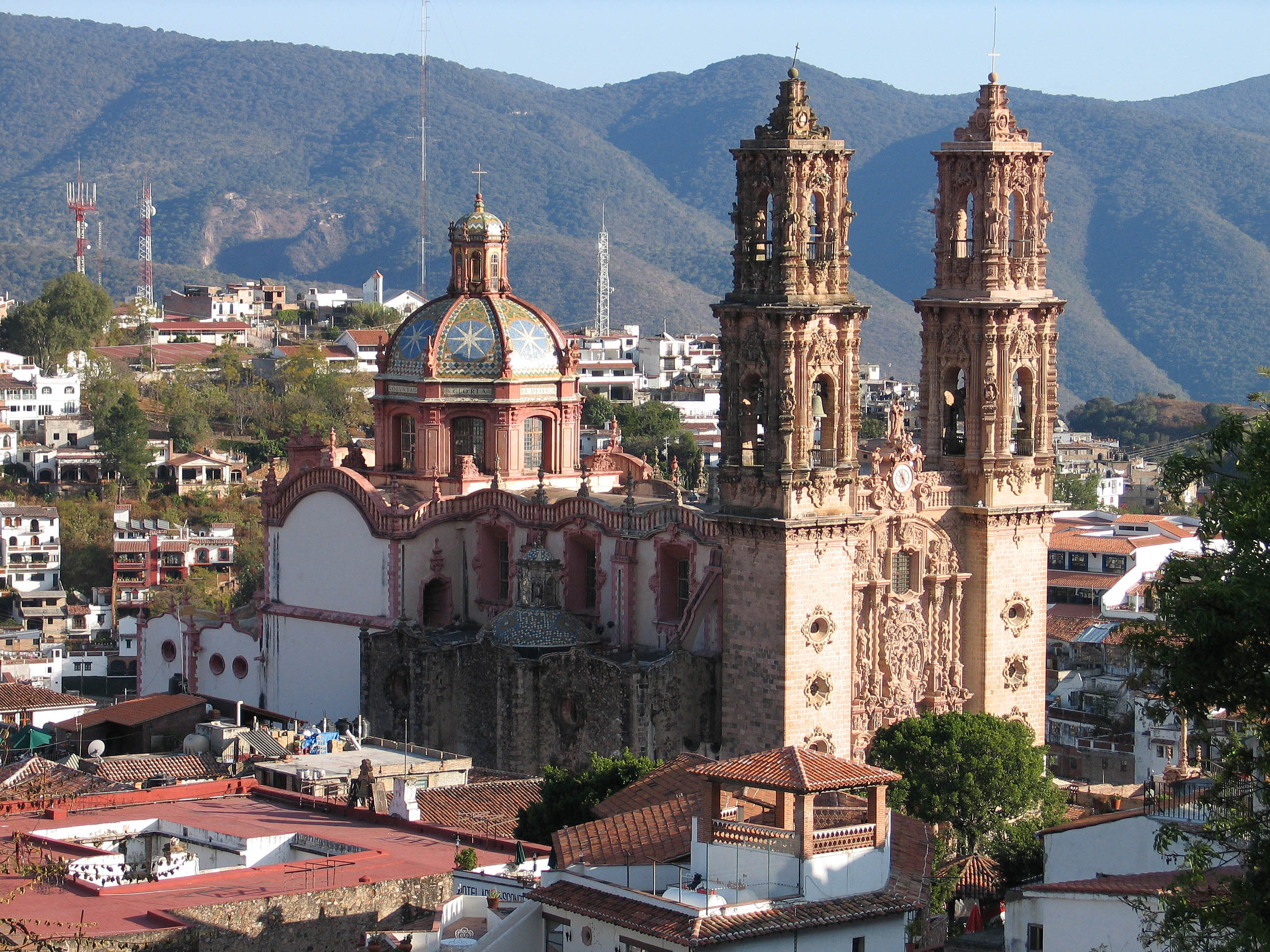
Santa Prisca de Taxco (Mèxic)